# 啤酒

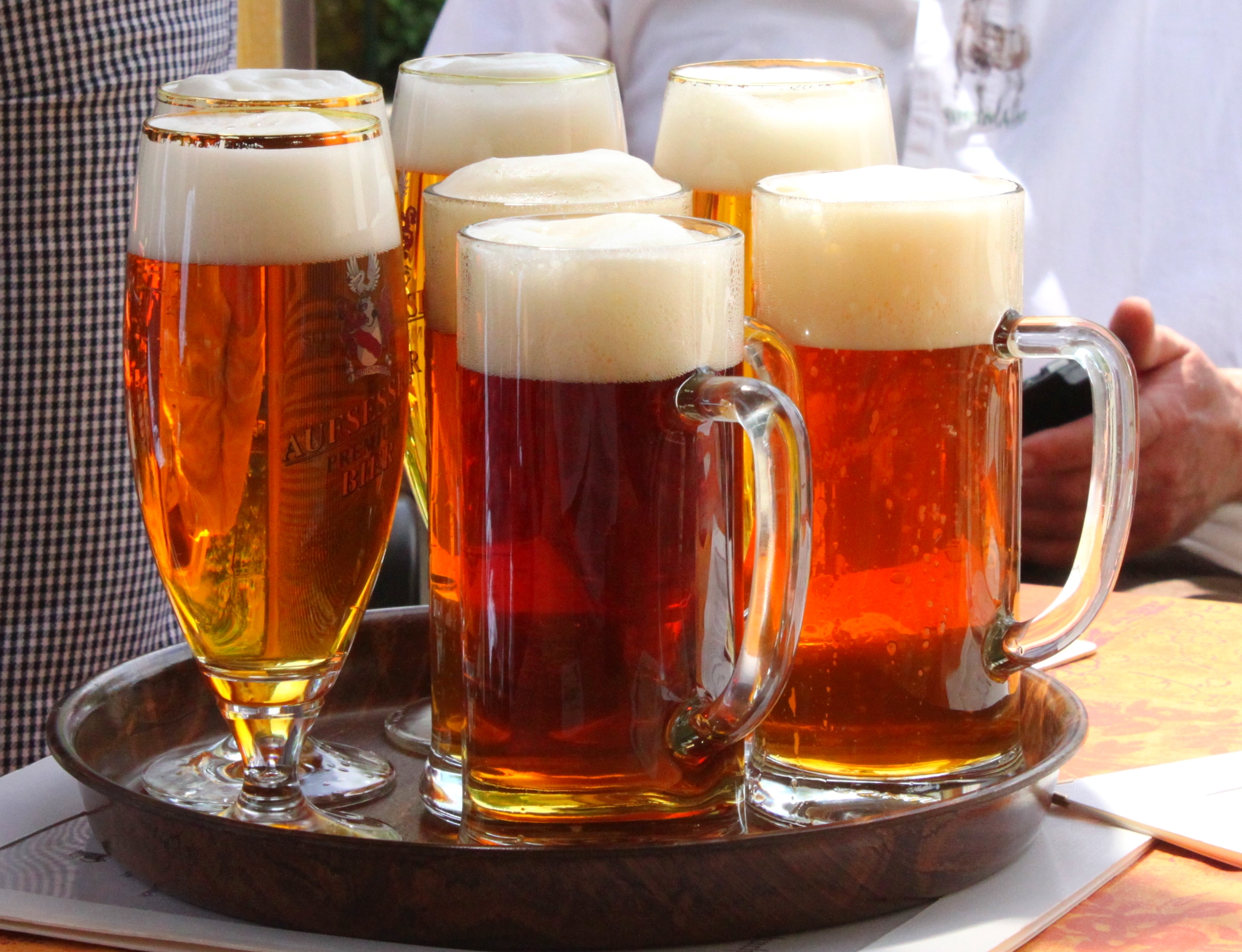
啤酒

啤酒（義大利語：Birra）， 又叫麥酒，利用澱粉水解、發酵產生糖分後製成的酒精飲料。澱粉與水解酶經常由穀類作物發芽成麥芽、澱粉轉化成單醣後烘培取得（酵母菌無法直接分解澱粉），因此啤酒最常見的原料是小麥與大麥（但是也有以玉米、高粱或稻米來製造的）。
啤酒是世上历史最悠久，普及范围最广的酒精饮料之一。大多数的啤酒厂家利用加入啤酒花的手段形成独特苦味并起到防腐作用，但是品質好的啤酒花並不会苦、还会有甘醇的香味；另外，也有啤酒添加香草或水果等改变风味

。
最早在美索布達米亞壁畫上曾經發現，因古代啤酒中會殘留穀粒，因此畫中人物使用蘆葦管從酒罈中吸取啤酒。很多古典文献也曾提及啤酒生产及配送，如《汉谟拉比法典》中就有提及啤酒及酒吧的法律，类似的还有《给女神宁卡西的圣歌》。
如今，啤酒酿造工业已是一个全球性的工业项目，从私人酒坊到跨国企业，无数大小规模的酿酒机构遍布全球。啤酒也成为了一种传统文化，如世界各地的啤酒节，啤酒酒吧文化等。

## 命名

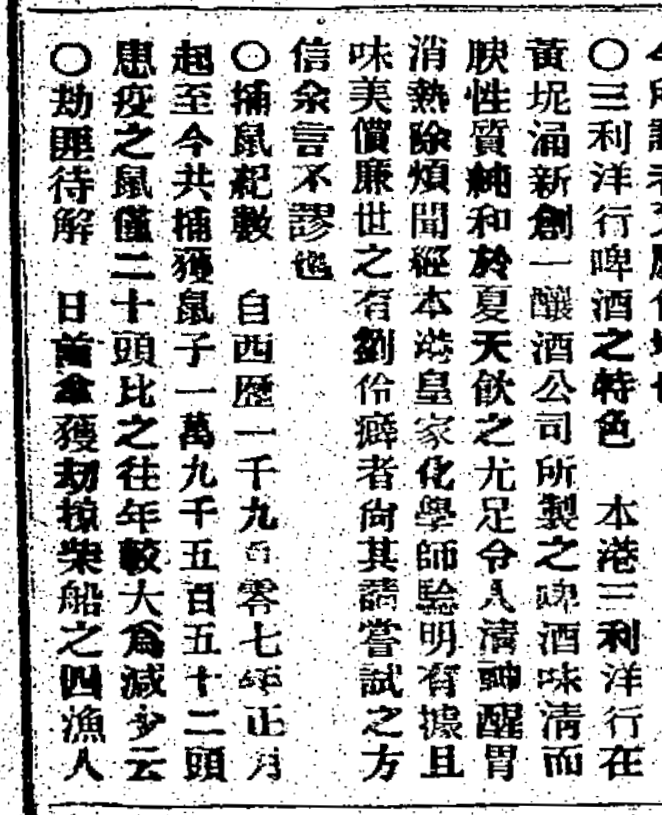
1907年7月24日《華字日報》報導香港三利洋行推銷其在黃泥涌釀酒公司的啤酒產品，由此可見香港中文報章在1900年代已使用「啤酒」提述該種飲料

香港的英文報章在1871年5月5日已刊載有關無牌販賣瓶裝啤酒“BEER”案件的報導，而中文名稱「啤酒」則可見於1907年7月24日香港新聞標題「三利洋行啤酒之特色」的報導，1909年4月香港有中文報章刊登圖文並茂的啤酒廣告，故此把這種酒精飲料的英文名“BEER”音譯成為「啤酒」在二十世紀初的香港已是通用中文詞彙。同屬漢字文化圈的日本、朝鮮半島與台灣則稱其為麥酒（日語：麦酒，ばくしゅ；台語：麥仔酒，be̍h-á-tsiú）。
另有個人觀點認為在德屬膠州灣時期的青島，当地人以及商家便把德文的“BIER”翻译成“皮酒”，这也奠定了啤酒的中文读音。同时，由于还兼具健脾利尿的作用，青岛人也把“皮酒”叫做“脾酒”，表示常喝“脾酒”可以达到健脾开胃的功效。在1922年出版的《青岛概要》中，开始出现“啤酒”的字样。

## 历史

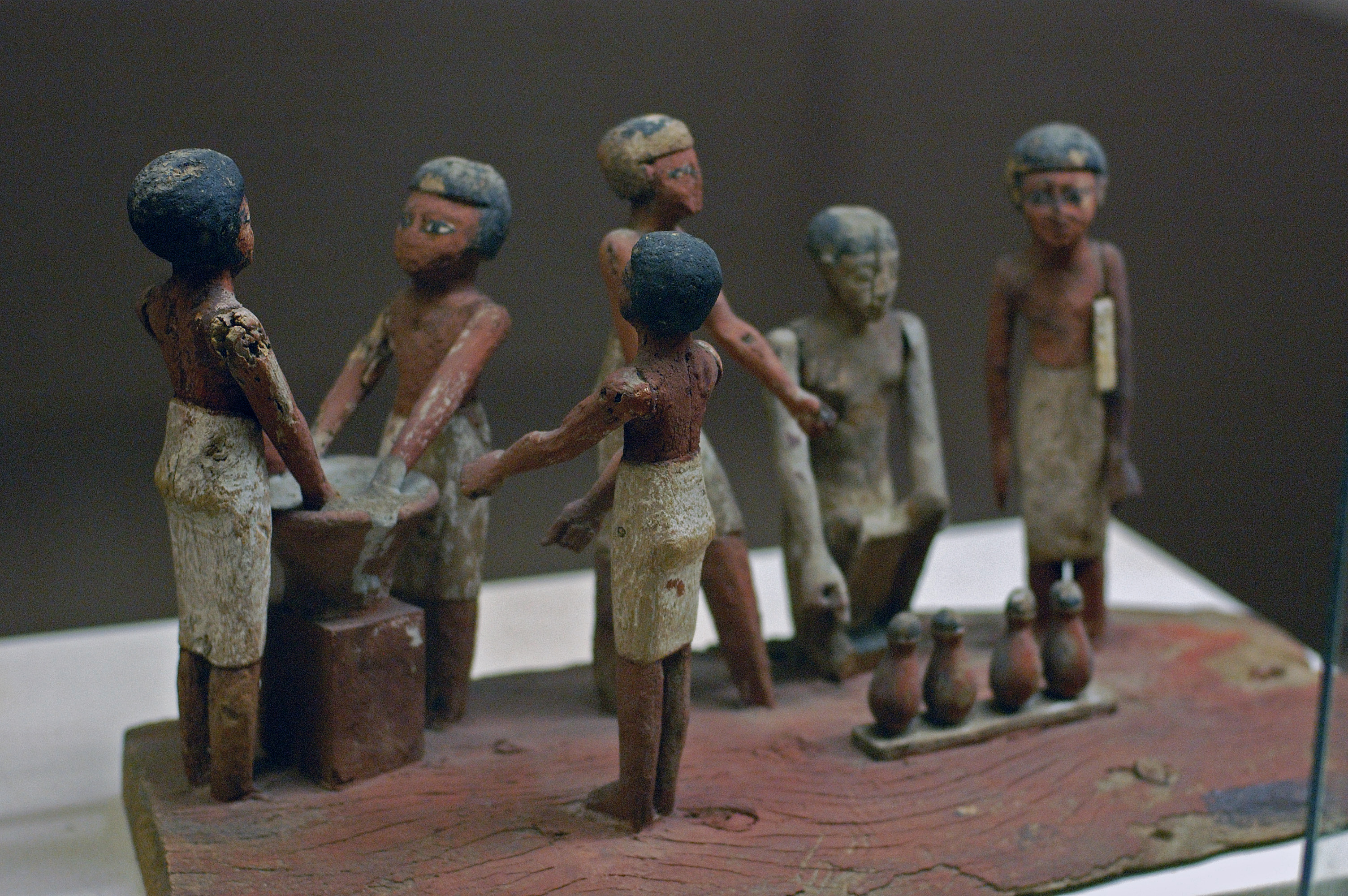
埃及人制作啤酒的木像，玫瑰十字埃及博物馆

啤酒是世上最古老的加工饮料之一，其最早历史可追溯到公元前3100-3500年前的新石器时代的美索不达米亚，伊朗西部的札格罗斯山脉的戈丁山丘一带苏美人留下了啤酒制作方法的相关文献。此外，已出土的文物中记载了一首《给女神宁卡西的圣歌》，提到了美索不达米亚平原的啤酒女神“宁卡西”以及啤酒酿造技术。
有资料显示，啤酒由公元前3000年的日耳曼人及凯尔特人部落带到整个欧洲，当时主要是家庭作坊酿造。早期的欧洲啤酒中可能加入了包括水果、蜂蜜及各种植物，香料及其它的物质如有麻醉成分的草等物质，但这些添加剂中似乎并未包括啤酒花。酒花作添加剂在公元822年左右被一个卡洛林王朝的修道院长在著作中提及。到公元7世纪时，啤酒也有在过欧洲的修道院生产及销售，但家庭作坊依然是其主要来源。工业革命开始后，啤酒的生产开始从家庭手工酿造转至工业化生产，工业化啤酒厂从19世纪开始占主导地位，材料百分比的计量技术及温度测算大大推进了啤酒酿制的发展。
中國周代即有發芽穀物釀醴的工序，有所謂「曲法釀酒、蘖法釀醴」，後因厭棄醴味薄，遂至失傳。
如今，啤酒酿造工业遍布全球，其中包括许多大型的跨国啤酒公司和不计其数的小型酒吧或酿造厂。在2006年，全球啤酒产量超过1.33亿吨（约350亿加仑），等于一个棱宽510米的立方体水池的容积，相当于每年销售1.32亿个立方的啤酒。全球啤酒的销售收入可达约2,945亿美金（约1,477亿欧元）。芬蘭、丹麥、澳洲、德國和愛爾蘭無論以啤酒單位銷售量還是人均消費計算，都是世界上最高的國家之一，這五個國家亦擁有眾多世界級的啤酒品牌，是當今世界的五大啤酒國。

## 酿造过程

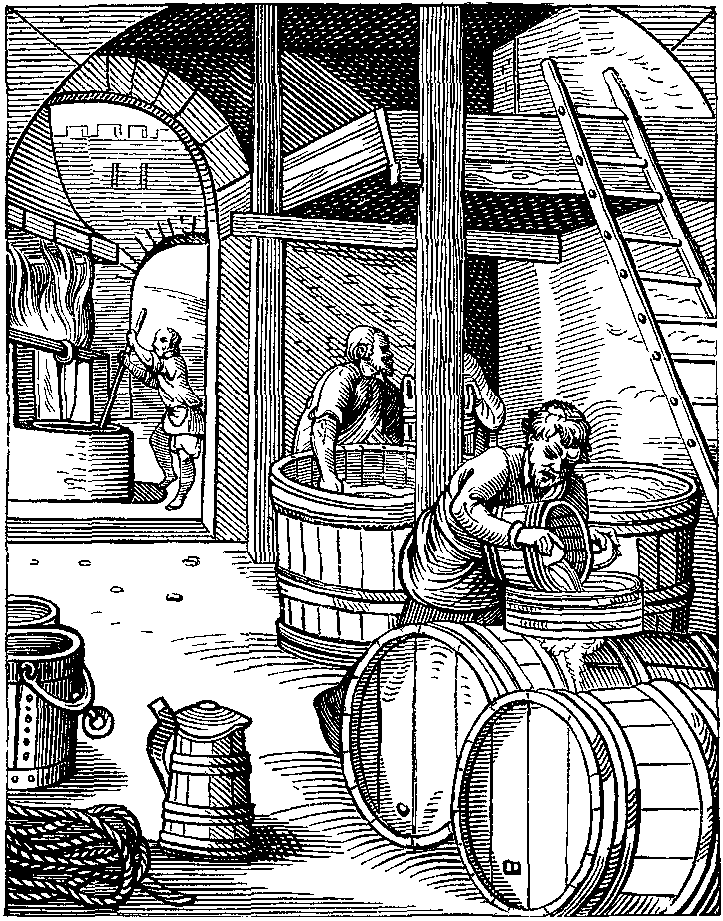
16世纪的啤酒酿造工场

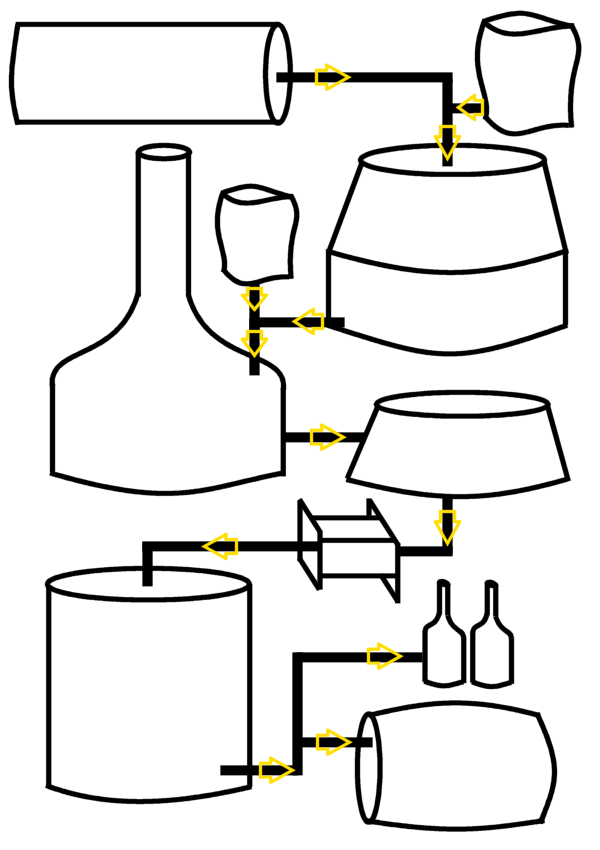
啤酒酿造流程简图

啤酒的製造過程稱為釀造，在家庭作坊或工业化的工廠均可釀造啤酒。非营利性质的啤酒酿造一般称为家庭酿造。酿造啤酒通常会受到国家的法律和税收方面的管制。在19世纪晚期，各国通常仅允许酒厂进行商业运营。英国政府在1963年颁布了允许家庭酿造啤酒在市场销售的法律，澳大利亚和美国也分别于1972年和1979年出台了相关法律开放家庭酿造产品的市场销售。
酿造啤酒，实际上是将淀粉转换成被称为「麥汁」的含糖液体，再利用酵母将麦汁发酵成含有酒精的啤酒。
釀造的第一個步驟稱為澱粉糖化，在這個階段，澱粉源（通常是大麥麥芽）與熱水混合形成麥汁（Wort）。熱水與碾碎的麥芽混合，制成混合液「醪液」。混合液在「糖化鍋」内靜置1到2小時後，澱粉轉化成糖，甜麥汁從麥糟中被濾出。澱粉糖化之後，則開始進行「洗糟」。釀造者透過清洗麥糟來盡可能汲取可發酵的麥液。將麥粒從麥汁與洗糟水過濾出來的過程稱為「麥汁分離」（Wort separation）。傳統的麥汁分離方式（Lautering）是以麥芽的皮與殼作為自然的濾層，而許多現代化的啤酒廠則採用板框式壓濾機以提高生產效率。他們也以連續洗糟的方式來搜集更多原麥汁及洗糟水的混合液。他們按生产批次可以收集多次的洗糟的麦汁，每个批次的麦汁可以制作不同口感的啤酒，这被称作「多次洗糟」式酿造。
經過洗糟的甜麥汁被打入稱為「銅鍋」（由於傳統的糖化鍋均為銅質）的容器中煮沸。麥汁中的水分在1小時左右的煮沸過程中逐漸蒸發，但糖分與其它成分則保留下来。煮沸使發酵糖（低分子澱粉）的作用更有效率。將麥汁煮沸的過程也同時破壞了醪液中酶的活性。啤酒花也在這個階段加入原液中，使啤酒帶有特有的苦味，風味與香味，並且帶有防腐作用。啤酒花亦可分段加入。啤酒花煮沸時間越長，啤酒苦味也就越濃，但啤酒花香則越少。
煮沸的苦麥汁冷却後即可添加酵母。某些酒廠會將苦麥汁引入酒花浸取装置（装满了酒花的小桶），這個過程可加強酒花香味並過濾酒花糟。不過一般而言，苦麥汁冷卻後就會直接進入發酵罐，在此與酵母結合以進行發酵。發酵的過程大約需時一周至一個月。發酵時間長短則視酵母種類與啤酒濃度而定。懸浮在麥汁中的懸浮粒子在發酵過程中沉澱，酵母在發酵結束時亦會沉澱至溶液底部，得到清澈的啤酒（澄清）。
發酵有時會分為前酵和後酵兩階段進行。啤酒即被移至另外的容器進行後酵（二次發酵）。二次發酵的目的，是為了延長啤酒的保存期限，或是提高啤酒的清澈度。發酵完成的啤酒會以啤酒桶，鋁罐，玻璃或塑膠瓶罐包裝。

## 成分
啤酒的基本原料为水，用于转换成酒精的淀粉（如可用于发酵的大麦麦芽），起发酵功能的酵母；及调味料，比如啤酒花。根据巴伐利亚在1516年颁布的《纯净法》(德语: Reinheitsgebot)，啤酒只能包含水、大麦、啤酒花。自那时以来，其它成分已被添加。

### 水

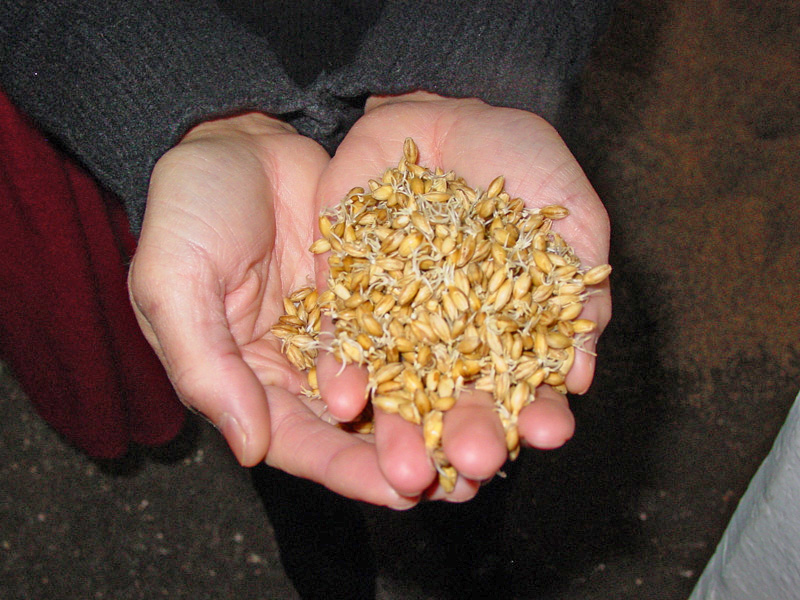
干燥前的麦芽

由于啤酒的主要成分是水，所以水质对啤酒的品质有着很大的影响。当地的水质影响甚至决定了许多啤酒口味。
如都柏林地区的高硬度水适合酿造司陶特啤酒，如著名的健力士品牌黑啤；捷克Pilsen地区的软水适合酿制淡色贮藏啤酒，比如皮尔森啤酒。英格兰波顿地区的的水含有的硫酸钙（石膏）较高，这种富含硫酸钙的水有助于酿制淡啤酒，在其它地区酿造这种啤酒需要在水中加入一定量的石膏，该处理过程称为“波顿式处理”。（因为发源于英国波顿地区）

### 淀粉
含酶较多的大麦芽是众多麦芽当中应用最多、最广泛的。但其它的发芽或未发芽的作物如小麦、稻、玉米、燕麦和黑麦等也应用较为广泛。
大麦会被放在浸泡槽中浸渍并开始发芽，这样的绿麦芽通过干燥手段脱水，麦芽生成的酶将淀粉转换成可发酵的糖。同样的大麦经过不同的发芽时间及处于不同的温度下生长可生产出不同色泽的麦芽，颜色较深的麦芽将用于生产深色啤酒。
之所以大部分啤酒都采用大麦为淀粉源，除了因为它们那富含纤维成分的壳洗糟阶段相当重要，还因为其自身的丰富的淀粉酶。
但有时候主淀粉会和次淀粉混合使用，如玉米、大米或蔗糖的淀粉有时会用于和大麦淀粉配合使用，以降低成本或调味。其它的次淀粉包括有小米，高梁、番薯、巴西用的馬鈴薯、墨西哥用的龍舌蘭等。不同淀粉在工艺中的比例称为“醪液中谷物重量百分比”。
一些酿造者以高梁为原料生产“无糖蛋白啤酒”，不使用任何大麦麦芽，专供给那些不想饮用含有“糖蛋白”的啤酒的消费者。（一些免疫力低下的消费者不能摄取“糖蛋白”）

### 酵母
酵母在发酵过程中吸收从作物中萃取的糖，然后制造出许多化合物包括酒精和二氧化碳。应用于酿造的许多种自然或人工培养酵母可以概略的分为三种：爱尔啤酒（ale或top-fermenting）酵母、窖藏啤酒（lager或bottom-fermenting）酵母和野生酵母。这些酵母的学名是Saccharomyces cerevisiae，一种分子生物学和细胞生物学中重要的模式生物。

### 酒花

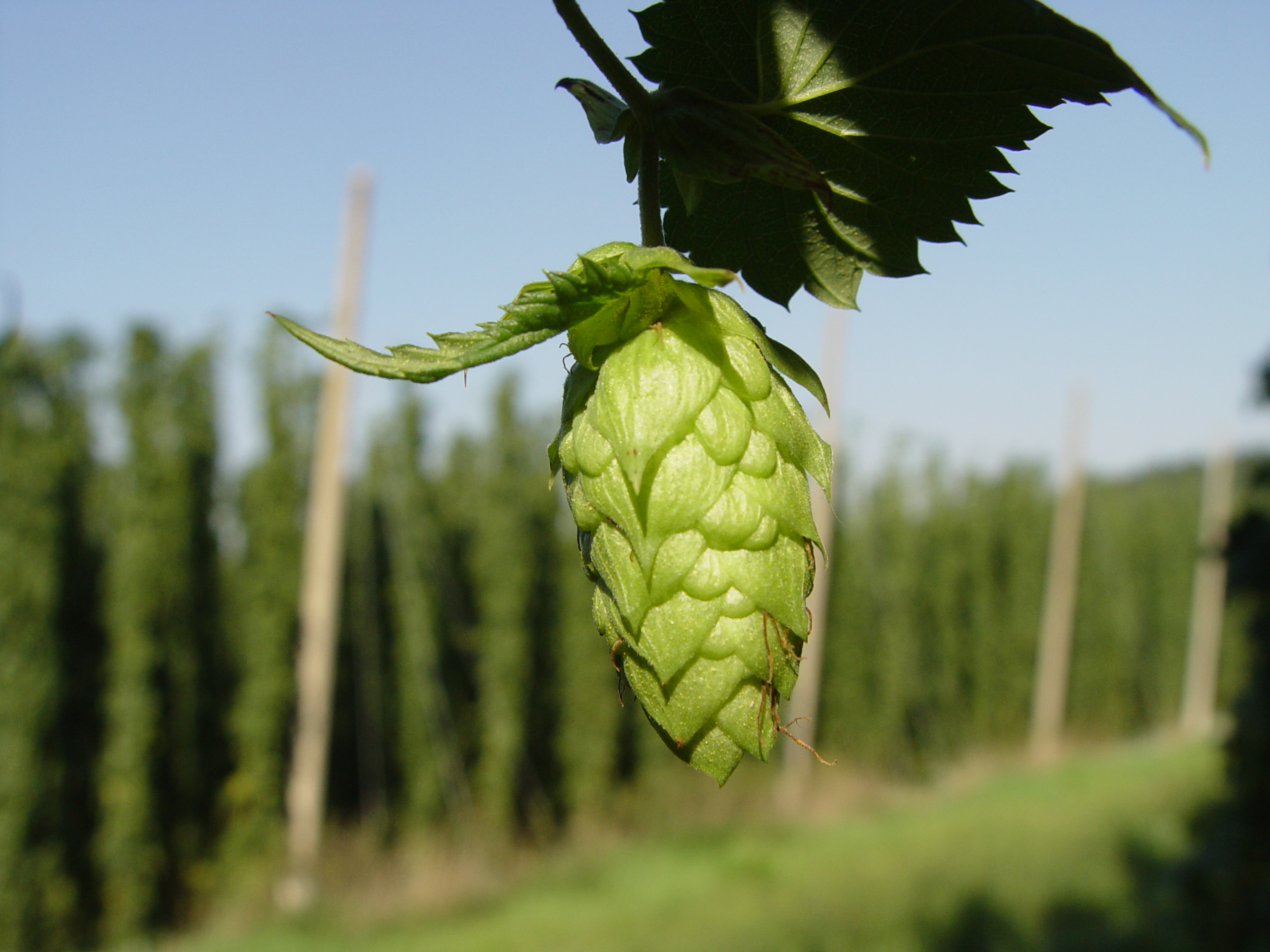
德国哈拉道酒花

啤酒花加入啤酒的酿造是最近几百年来的事。它的作用在于平衡麦芽的甜度并对酵母的活动有适度的抑制作用。
虽然有人认为酒花种植及应用到啤酒中是13世纪开始的事，但事实上自公元822年起，酒花就已经在德国威斯特法利亚的科威修道院酒厂被使用。在13世纪至16世纪酒花成为主要的调味剂的期间，啤酒中也会添加其它植物例如连钱草。通过联合不同的芳香型草本植物，莓果，甚至像苦艾草这样的原料来进行啤酒酿造，这些植物的混合物被大家称为“gruit”一直延用至今天，今天许多啤酒如苏格兰希瑟啤酒公司及法国Cervoise Lancelot公司产的啤酒添加的其它植物量超过了酒花使用量。
酒花赋予啤酒苦味的同时还平衡了麦芽中的甜味。啤酒的苦味物值含量可通过国际苦味单位（IBU）来衡量。酒花给啤酒带来花香，柑橘香，药草香及很多其它风味。酒花具有抗菌作用且有助于维持酵母的活性。通过酸化的酒花还有助于延长啤酒的泡沫持续时间，酒花中的酸是一种保护剂。

### 澄清剂
一些酒厂会在啤酒中添加一种或多种的澄清剂，使啤酒的蛋白质和其它固体沉淀以提高纯度。这个过程使啤酒变得分外的清亮和透明，远胜过像小麦啤酒那样的阴暗的颜色。
常见的澄清剂包括来自于鱼鳔中的鱼胶；爱尔兰藓（一种海藻）；来自藻类中的卡帕角叉菜胶；人造化工材料宝丽卡；明胶等等。如果一种啤酒标明是“适用于素食主义者”，那它用的是海藻或人造材料宝丽卡进行澄清。

## 啤酒种类

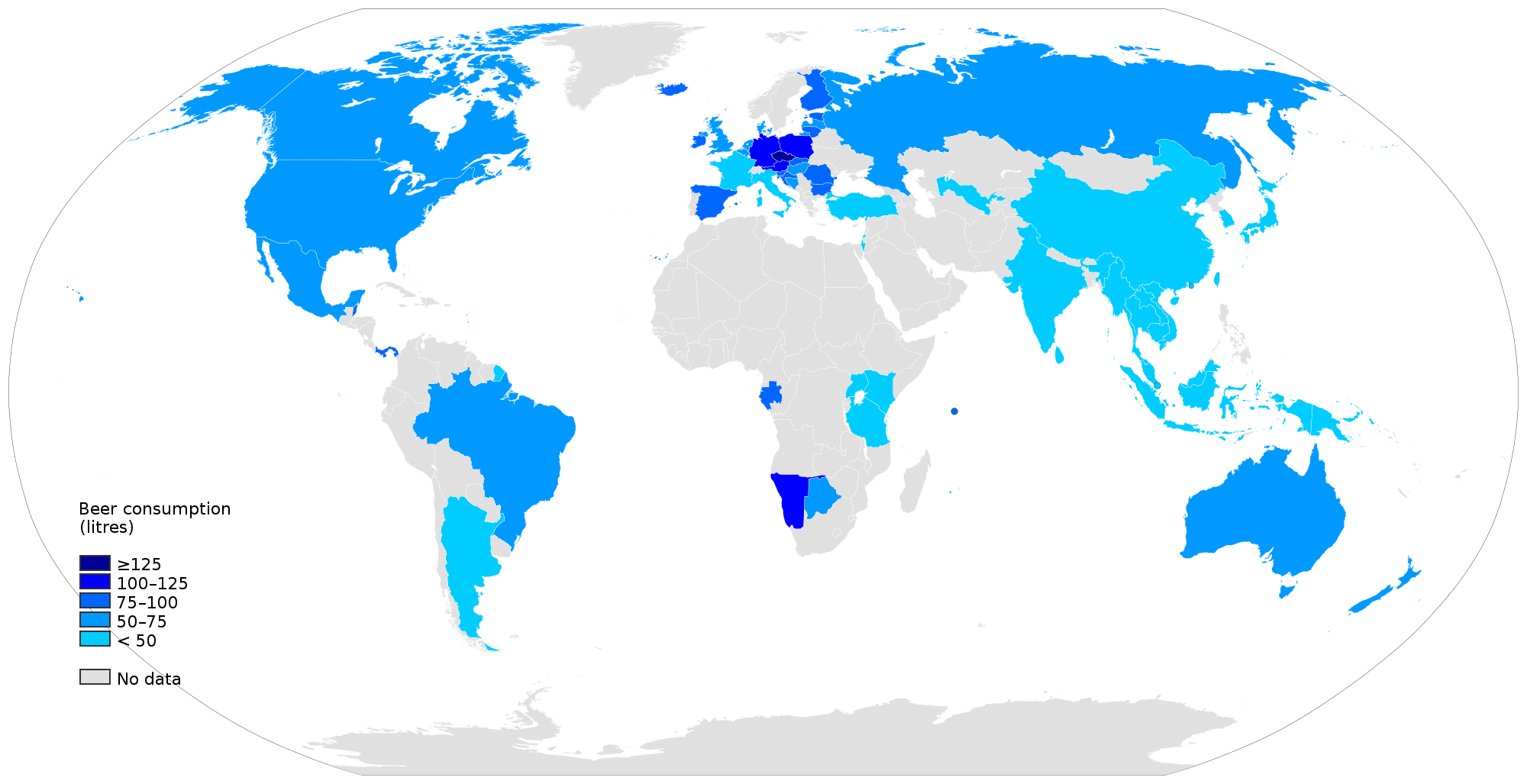
2012年世界各國人均啤酒消費量分布圖

世界各地都有各自的啤酒地方特色，但从制作方法上分类，主要分為窖藏啤酒（lager）和爱尔啤酒（Ale）两大类，同时也有具有其它地方特色的啤酒制法。

### 窖藏啤酒
窖藏啤酒，也称为拉格啤酒（lager），指的是那些使用较低的温度发酵和储藏的啤酒，起源于中欧/德国，英文名字lager也是从德语的lagern（贮藏）而来。拉格本身是一种啤酒酿造术语，指的是底层发酵或者说是下发酵，最大的优点是啤酒不易变质。由于底层发酵的温度低、发酵速度慢，低温发酵适于工业品质控制，容易大规模量产，因此目前全世界啤酒八成以上此法生产。

### 爱尔啤酒
爱尔啤酒（Ale）的制作方法来源于不列颠群岛。爱尔啤酒一般使用上发酵酵母（最普通的一种酿酒酵母），属于顶层发酵的啤酒（爱尔，也称作艾尔，即Ale，其实是一种啤酒发酵术）。但也有像英国福勒斯及威尔顿斯2家酒厂使用具有不明显的上发酵酵母的特征的酵母的特例。爱尔啤酒的特点是较高发酵温度及因此带来的比下发酵酵母更快的发酵速度。
爱尔啤酒的典型发酵温度在摄氏15—24 °C（59—75 °F），酵母在此温度下产生出大量的酯类及其它的一些特殊气味，一些情况下会生产出有苹果，梨，凤梨，香蕉，梅子，李子味等水果味的啤酒。上发酵突出了麦芽味、啤酒花味、酵母味，克服了水质问题。
在15世纪酒花从荷兰引入英国前，“爱尔”这个名称专指不使用酒花酿造的啤酒，这样的使用在酒花引入后就不再适用了。
“正宗爱尔”一词来源于1973年“争取散装啤酒运动”，该运动是为宣扬“采用传统成分，在发酵容器经过2次发酵，不添加额外的二氧化碳。适用于瓶装及桶装的啤酒”。

### 司陶特
司陶特和波特都是由烘焙過的麥芽或是大麥制成的黑啤酒，一般使用慢性发酵酵母酿造。这类啤酒有很多种类，比如波罗的海波特（Baltic porter），干司陶特（dry stout），帝国世涛（Imperial stout）等。“波特（Porter）”的名字首见于1721年，是指一种流行于伦敦街头和港口码头搬运工（porter）间的黑褐色啤酒，添加了水晶麦芽(Crystal Barley)轻烤产生的结晶糖，因此比“烈性苦啤”（Strong Bitter）的口感改善。英国向沙俄出口的波特啤酒，有针对性的提高了酒精浓度，称作司陶特（加强版）波特（Stout Porter）,但司陶特的名字早在1677年就有了。世涛和波特啤酒的历史和发展是相互交织的。
司陶特现在中国译作“世涛”。由于世涛的强烈口味，又出现了很多增味版，如：燕麦世涛，牡蛎世涛，过桶版(Barrel Aged)，咖啡世涛，牛奶世涛、美式世涛(American Stout)等。

### 兰比克
Lambic(藍比克/蘭比克)啤酒是一種奇特的啤酒種類，規定必須使用30％以上的未發芽小麥，以空气中野生酵母來自然發酵，天然的野生酵母能將Lambic啤酒的糖份完全消耗，使得Lambic啤酒的口感產生很高的酸度，其複雜的酸度讓許多啤酒行家推崇不已。

## 衡量标准

### 色泽
啤酒的颜色深浅取决于所使用的麦芽种类。常见采用淡色麦芽生产的淡琥珀色啤酒。淡色贮藏啤酒与淡色爱尔啤酒都使用焦炭干燥的麦芽，这种麦芽加工手法最早出现于1642年，但直到1703年才应用于生产淡色爱尔啤酒。今天的大部分淡色贮藏啤酒的酿造方法都来自1842年的皮尔森酒厂（即今天的捷克共和国境内的皮尔森酒厂）。
深色啤酒通常采用浅色麦芽搭配小比例的深色麦芽配色，焦糖等的着色剂也有用作酿造深色啤酒。颜色超深的啤酒，比如司陶特黑啤酒，使用深色或长时烘焙的特制麦芽酿造。一些啤酒还会采用未经发芽的烤大麦。

### 酒精度数
一般啤酒的酒精度数通常在3%以上至14%左右这个范围，有几种香槟酵母的啤酒酒精度数上升到20%，通过冷冻蒸馏更可达41%以上。啤酒的酒精含量通常取决于当地风俗和啤酒种类。坊间的大部分Lager酒精度通常为4–6%，最为常见的是5%。英国ale啤在4%左右。一些佐餐啤酒的酒精度会到1-4%，它们在一些学校中可被作为软饮料的替代品。
啤酒的酒精主要来自发酵过程中糖的代谢作用。麦汁中可发酵糖含量及发酵时用的酵母品种是成品啤酒酒精度的决定性因素。有时候工人会在酿酒过程中加入用作发酵的糖以提高酒精含量，通常做法是在麦汁中加入酶来将复合糖（淀粉）转化成可发酵性糖，以制造出清爽性啤酒。
酒精是酵母代谢的副产物，对酵母活力有一定的破坏；一般情况下酿造酵母无法存活于酒精度12%以上的环境。低温及缩短發酵时间可以降低这种副作用。
啤酒的酒精度从20世纪以来不断攀升。Vetter 33这种啤酒的酒精度高达10.5%，名列1994年吉尼斯世界大全里的最烈啤酒。然而瑞士的Hürlimann酒厂不久也生产出14%酒精度的Samichlaus啤酒。自此许多酿酒者开始使用香槟酵母来增加啤酒的酒精含量。塞缪尔亚当斯公司的产品“千禧年”酒精度达到20%，之后更是推出了25.6%酒精度的“乌托邦”啤酒。英国Parish酒厂的由brewdog制造的Baz's超级啤酒，酒精度达到41%。2009年12月，此人采用冷冻蒸馏的方法酿制出了10%酒精度的爱尔啤酒，然后慢慢的去掉冰块，直到酒精度达到32%。这种啤酒被命名为“tactical nuclear penguin”。

## 文化
原始社會認為酒精飲料具有超自然的屬性。啤酒能夠讓人產生意識模糊，出神的感受。人們也驚訝於啤酒的神祕發酵過程，認為啤酒是神靈賦予的神秘液體。也因此古代社會，在慶典，祭祀等儀式中，被視為神聖的啤酒等具有重要的祭祀作用，獻與神靈。
啤酒也具有能與眾人共飲的特質。共飲則象徵的好客與友好。在現代社會中，各種聚會場合各自舉杯以及杯子碰杯子的習慣的原型就是來自古代的共享精神。
因大量使用小麥，坊間有別稱迷思「液體麵包」。